# Ханами
Ханами (花見, „гледане на цветя“) е японският традиционен обичай по наслаждаване на преходната красота на цветовете (花, чете се „хана“).
В този случай почти винаги се отнася за цветовете на японската череша сакура (桜) или, по-рядко, за цветовете на сливовите (梅, чете се „уме“) дървета. От края на март до началото на май черешовите дървета цъфтят в цяла Япония и около втората седмица на януари на остров Окинава. Прогнозата за цъфтеж „фронт на черешов цвят“ (桜前線) се обявява всяка година от Японската метеорологична агенция и се наблюдава внимателно от онези, които планират ханами, тъй като цъфтежът продължава само седмица или две.
Ханами е един от най-древните обичаи в Япония, превърнал се в символ на нацията и отношението ѝ към живота и света.

## Ханами в България
В България японските череши могат да виреят свободно. Ханами се отбелязва локално в няколко града:

### София
В София от 2014 г. ежегодно (без годините на COVID-19 пандемия) се чества ханами в Алея със сакурите, Южен парк. Основите на обичая са поставени през 90-те години, когато посолството на Япония започва инициатива за засаждане на сакури в Южния парк. Целта е това да провокира децата, които учат японски език, да научат повече за японската култура и да се грижат повече за природата. 2014 г. традицията е възстановена от Клуба на приятелите на Япония в България (日本友の会), като ежегодно към стотината сакури садят нови десетина.

### Стара Загора
В Стара Загора алея с 8 японски вишни пред IV ОУ стартира честването на цъфтежа всеки април от 2021 г.

### Велико Търново
Във Велико Търново Празник на цъфналата японска вишна „О-ханами“ се организира от Асоциацията на завършилите Токайския университет. Място на традицията е градинката през националната библиотека, където са засадени японските вишни, дарени от Токайския университет на софийската община по случай 100 годишнината от рождението на основателя на университета проф. Шигейоши Мацумае през 2001 г.

### Сходна традиция в Казанлък
Сходна традиция се наблюдава в Долината на розите, като Казанлък ежегодно посещават 2 – 3 хиляди японски туристи, които наблюдават цъфтежа на маслодайни насаждения, ритуалите по розобер и розоварене и съпровождащи мероприятия. Неслучайно Казанлък е побратимен с японския град Фукуяма, а в централната му част се намира статуята Японката.

## Ханами по света
Подобни на ханами тържества се провеждат в Тайван, Корея, Филипините и Китай.

### САЩ
В Съединените щати ханами е също много популярна традиция. През 1912 г. Япония подарява 3000 сакури на Съединените щати, за да отпразнува приятелството на нациите. Тези дървета са засадени във Вашингтон, окръг Колумбия, а други 3800 дървета са дарени през 1965 г. Тези дървета сакура продължават да бъдат популярна туристическа атракция и всяка година Националният фестивал на вишневия цвят се провежда, когато цъфтят в началото на пролетта.
В Мейкон, Джорджия, всяка пролет се празнува друг фестивал на цъфтежа на вишните, наречен Международен фестивал на цъфтежа на вишните. Мейкон е известен като „Световната столица на вишневия цвят“, защото там растат 300 000 дървета сакура.
В Бруклин, Ню Йорк, Годишният фестивал на цъфтящите череши на Сакура Мацури се провежда през май в Бруклинската Ботаническа градина. Този празник се чества от 1981 г. и е една от най-известните атракции на градината. Подобни тържества се провеждат и във Филаделфия и на други места в Съединените щати.
Друга популярна колекция от сакура в Съединените щати е в парка Бранч Брук в Нюарк, Ню Джърси, чиито над 5000 черешови дървета от 18 разновидности привличат 10 000 посетители на ден по време на годишния фестивал на черешовия цвят.

### Канада
В Торонто, Канада, ханами се празнува в многото паркове в града в края на април, поради студения климат на града. Около 50 дървета Yoshino сакура са били дарени на града като символи на международно приятелство и добра воля от потомците на японски имигранти в High Park. Домът на най-обширната колекция от черешови дървета в града, затваря улиците си за автомобилен трафик, за да улесни съзерцаването на сакура през седмицата на пиковия цъфтеж.

### Финландия
Ханами се празнува и в няколко европейски страни. Например във Финландия хората се събират, за да празнуват ханами в Хелзинки в Роихувуори. Местни японци и компании са дарили 200 черешови дръвчета, които са засадени в Kirsikkapuisto. Тези черешови дървета обикновено цъфтят в средата на май.

### Италия
В Рим, Италия, се празнува ханами, където има много черешови дървета, дарени от Япония през 1959 г.

### Швеция
В Стокхолм има ежегоден празник в Kungsträdgården („Кралската градина“), където много хора празнуват ханами.

### Англия
По време на пандемията от COVID-19 в Англия Националният тръст инициира кампанията #BlossomWatch, която е вдъхновена от японските фестивали на цъфтежа на череша. Той насърчава хората да споделят изображения на първите цветя по време на своите разходки в условията на ограничено придвижване.